# Agriocnemis dabreui
Agriocnemis dabreui – gatunek ważki z rodziny łątkowatych (Coenagrionidae).